# Коллоквиум (экзамен)
Колло́квиум (лат. colloquium — разговор, беседа) — форма проверки и оценивания знаний учащихся в системе образования, преимущественно в вузах.
Как правило, представляет собой проводимый по инициативе преподавателя промежуточный мини-экзамен один или несколько раз в семестр, имеющий цель уменьшить список тем, выносимых на основной экзамен, и оценить текущий уровень знаний студентов. В ходе коллоквиума могут также проверяться проекты, рефераты и другие письменные работы учащихся. Оценка, полученная на коллоквиуме, может влиять на оценку на основном экзамене (в различных вузах на этот счёт приняты различные правила).
В некоторых случаях преподаватель выносит на коллоквиум все пройденные темы и студент, как на итоговом экзамене, получает единственную оценку, идущую в зачёт по дисциплине. 
А также:  
Устная контрольная, по теории и практике выполнения лабораторной работы. Обычно к выполнению работы допускаются успешно сдавшие коллоквиум студенты.